# Hyperoodon boréal
Hyperoodon ampullatus
Espèce
Statut de conservation UICN

 DD  : Données insuffisantes
Statut CITES
L'Hypéroodon boréal ou Hypéroodon arctique (Hyperoodon ampullatus) est une baleine à bec.  Elle est aussi connue sous le nom de Baleine à bec commune. L'hypéroodon boréal a été massivement chassé par les Norvégiens et les Anglais au XIXe siècle et au début du XXe siècle. Il s'agit d'un des mammifères sondant le plus profond, atteignant 2 339 m, et le plus longtemps, pouvant rester sous l'eau jusqu'à 130 minutes.

## Description
L'hypéroodon boréal adulte mâle peut atteindre 9, 8 m et peser jusqu'à 7,5 t,. 
Le principal dimorphisme sexuel s'observe au niveau de la forme du melon, celui-ci étant aplati chez le mâle et plus rond chez la femelle. Sa couleur est variable mais tend vers le blanc ou le crème chez les mâles adultes. Le bec est plus court que chez les autres espèces de baleines à bec, et celui des mâles se termine par deux courtes dents difficilement visibles. Les femelles en possèdent également, mais qui sont trop courtes pour dépasser de la bouche. La nageoire dorsale est relativement courte (30 à 38 cm) et se situe aux deux tiers de la longueur du corps. Elle est falciforme et généralement pointue. Le dos est gris à gris foncé, le ventre est plus clair. 
L'individu le plus vieux identifié, par analyse de la croissance dentaire, avait 37 ans. Les juvéniles sont allaités jusqu'à 3 ou 4 ans. Les mâles atteignent leur maturité sexuelle à partir de 7,3 à 7,6 m (soit 7 à 9 ans), les femelles à 6,7 à 7 m (8 à 14 ans).

## Comportement
Contrairement à beaucoup d'espèces de baleines à bec, l'hypéroodon boréal a tendance à s'approcher des bateaux par curiosité, le rendant vulnérable face aux baleiniers. Il fuit toutefois généralement le son des sonars des navires,. Les hypéroodon sont des animaux grégaires, souvent observés en groupe de 4 à 20 à la surface.
L'hypéroodon se nourrit essentiellement de calamars du genre Gonatus, et de poissons plats comme le flétan du Groenland. En 2001, l'analyse du contenu stomachal de deux baleines échouées en mer du Nord a montré une proportion de 98 et 99% de Gonatus dans l'alimentation des individus. D'autres espèces de calamars sont cependant consommées : le contenu stomachal de neuf baleines échouées aux îles Féroé en contenait ainsi 16 espèces. Les autres calamars consommés sont principalement Teuthowenia sp., Taonius pavo et Histioteuthis reversa. De la prédation sur des raies, des chimères, des tambours rouges et des aiguillats communs a également été observée

## Alimentation
- Localisation : Largement répandu dans l'Atlantique Nord, à la limite des glaces en été et en hiver jusqu'au Cap-Vert à l'Est et au large de New York à l'Ouest.
- Dimensions :
  - Mâle : longueur : 9 mètres, poids : 10 tonnes environ
  - Femelle : longueur : 7 à 8,50 mètres.

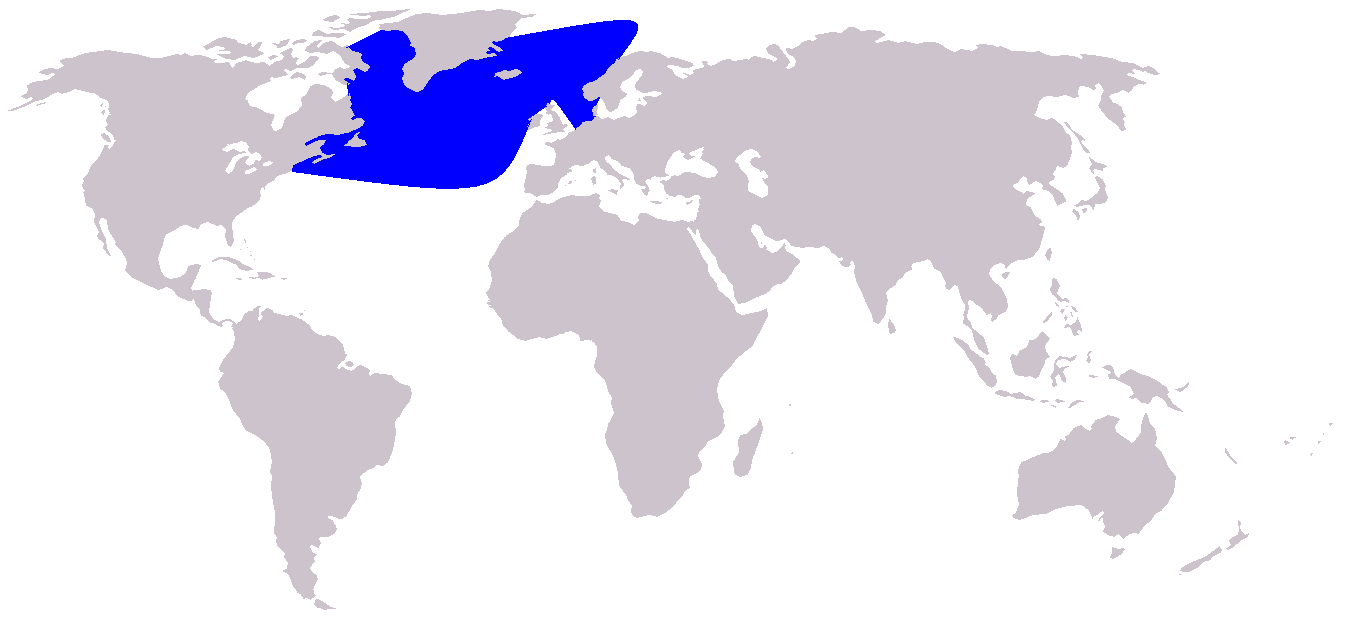
Carte de répartition de l'Hypéroodon boréal.

Gestation : 12 mois.
Longévité : 37 ans en moyenne.

## Comportement
L'hypéroodon boréal est l'une des rares espèces de baleine à bec dont on connaît un peu le comportement social et migratoire. Allant jusqu'à la limite des glaces en été, il descend jusqu'au Cap-Vert, à l'Afrique occidentale et à New York durant l'hiver. De nombreux individus sont observés dès mars dans les eaux des îles Féroé et des populations importantes circulent entre Jan Mayen et l'Islande de la fin avril à début juin. La migration vers le sud commence en juillet. Les mâles sont généralement observés plus près des glaces que les femelles et les immatures.
Les hypéroodons se déplacent en petites troupes de 2 à 4 individus mais des groupes de 20 ont déjà été vus. Les groupes de 2 à 3 sont généralement constitués d'animaux de même âge et sexe et les groupes de 4 sont souvent conduits par de vieux mâles. Les mères sont souvent seules avec leur petit.
Les mâles atteignent la maturité sexuelle à l'âge de 7-9 ans et les femelles sont fécondes à partir de 8-14 ans (9 en moyenne). L'accouplement a lieu en avril et la mise bas se déroule un an plus tard. Le nouveau-né mesure environ 3 mètres et est sevré à l'âge d'un an. Les femelles peuvent ainsi mettre bas tous les deux ans.

## Avenir
La chasse aux hypéroodons (dont ils ont néanmoins été préservé par leur discrétion) a cessé en 1972 et ils ont été déclarés provisoirement protégés en 1977. Mais toutefois, ils restent vulnérables et leur avenir est incertain. À l'instar d'autres espèces archaïques hautement spécialisées (les hypéroodons se nourrissent presque exclusivement de céphalopodes), comme les dauphins d'eau douce, les hypéroodons, de même que les autres baleines à bec, semblent incapables de s'adapter à des changements de l'écosystème et risquent donc de disparaitre au profit d'espèces plus opportunistes.